# Villanova Monteleone
Villanova Monteleone (sardinski: Biddanòa Monteleòne) je grad i općina (comune) u pokrajini Sassariju u regiji Sardiniji, Italija. Nalazi se na nadmorskoj visini od 567 metara i ima 2 304 stanovnika.
 Prostire se na 202,68 km². Gustoća naseljenosti je 11 st/km².
Susjedne općine su: Alghero, Bosa, Ittiri, Monteleone Rocca Doria, Montresta, Padria, Putifigari, Romana i Thiesi.